# Sphaeriestes exsanguis
Sphaeriestes exsanguis é uma espécie de insetos coleópteros polífagos pertencente à família Salpingidae.
A autoridade científica da espécie é Abeille de Perrin, tendo sido descrita no ano de 1870.
Trata-se de uma espécie presente no território português.